# Fläckbröstad trupial
Fläckbröstad trupial (Icterus pectoralis) är en fågel i familjen trupialer inom ordningen tättingar. Den förekommer naturligt i Centralamerika från södra Mexiko till nordvästra Costa Rica, men förvildade bestånd finns även bland annat i Miami, Florida.

## Kännetecken

### Utseende
Fläckbröstad trupial är likt altamiratrupialen (Icterus gularis) en rätt stor (21 cm) Icterus-trupial med kraftig näbb. Även fjäderdräkten är lik: bjärt orangefärgad på huvud, undersida, övergump och mellersta täckarna, medan den är svart på strupe, tygel, rygg och stjärt. Unikt är dock svarta fläckar på bröstet och breda vita tertialkanter på de svarta vingarna, men saknar altamiratrupialens vita vingband.

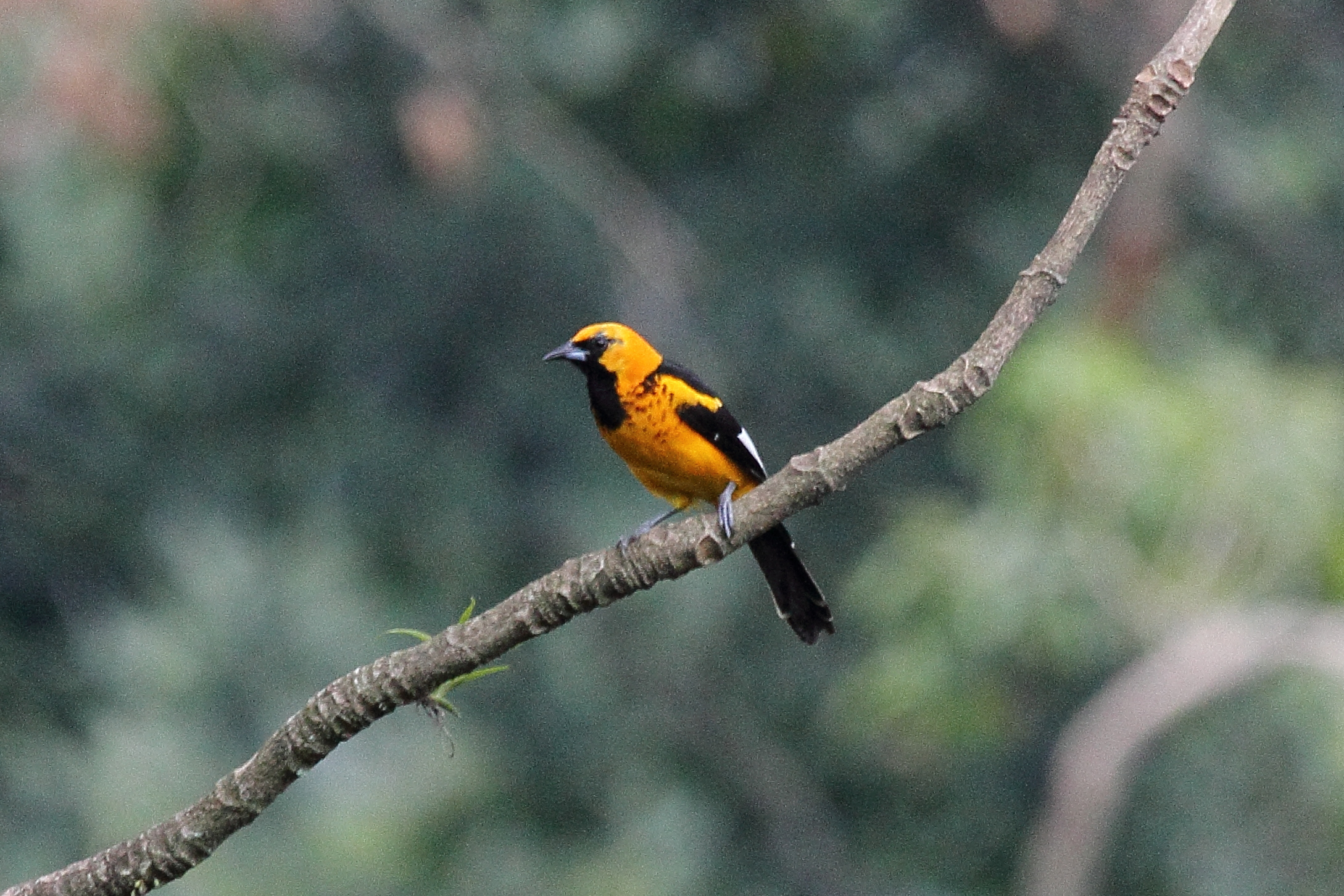
Fläckbröstad trupial fotograferad i Finca Patrocinio, Guatemala.

### Läten
Sången är fyllig och melodisk, lång och repetativ med rik förekomst av dubblerade toner. Bland lätena hörs vassa "whip", nasala "jaaa" och tjattriga "ptchek".

## Utbredning och systematik
Fläckbröstad trupial delas vanligen in i fyra underarter med följande utbredning:
- Icterus pectoralis carolynae – sydvästra Mexiko
- Icterus pectoralis pectoralis – sydöstra Mexiko
- Icterus pectoralis guttulatus – södra Mexiko till Nicaragua
- Icterus pectoralis espinachi – södra Nicaragua till nordvästra Costa Rica

Vissa inkluderar både carolynae och guttulatus i nominatformen.
Arten har även införts till och etablerat populationer i Miami i Florida (USA) och i Cocosöarna utanför västra Costa Rica.

## Levnadssätt
Fläckbröstad trupial hittas i torra törnskogar och buskmarker, i den förvildade populationen i Florida i skuggiga träd nära bebyggelse. Födan består av insekter, larver, frukt och nektar. Arten häckar mellan april och juli, med normalt endast en kull, men två har noterats.

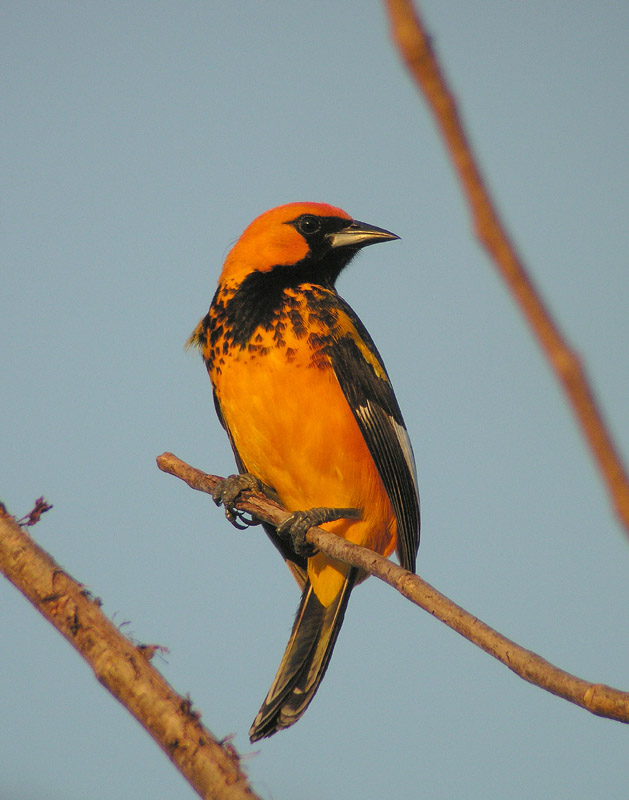
I Tempisque, Costa Rica.

## Status och hot
Arten har ett stort utbredningsområde och en stor population, men tros minska i antal, dock inte tillräckligt kraftigt för att den ska betraktas som hotad. Internationella naturvårdsunionen IUCN kategoriserar därför arten som livskraftig (LC). Beståndet uppskattas till i storleksordningen en halv till fem miljoner vuxna individer.